# جون ويلز (كاتب)
جون ويلز (بالإنجليزية: John Wells) (و. 1956  م) هو مخرج أفلام، وكاتب سيناريو، ومنتج أفلام، ونقابي أمريكي، ولد في الإسكندرية، فيرجينيا.

## التعليم
تعلم في جامعة كارنيغي ميلون.

## وصلات خارجية
- جون ويلز على موقع IMDb (الإنجليزية)
- جون ويلز على موقع ألو سيني (الفرنسية)
- جون ويلز على موقع ميوزك برينز (الإنجليزية)
- جون ويلز على موقع أول موفي (الإنجليزية)
- جون ويلز على موقع بوكس أوفيس موجو (الإنجليزية)
- جون ويلز على موقع قاعدة بيانات الأفلام السويدية (السويدية)
- جون ويلز على موقع قاعدة بيانات الفيلم (الإنجليزية)
- جون ويلز على موقع كينوبويسك (الروسية)